# David Price (boxe anglaise)
Pour les articles homonymes, voir David Price (homonymie) et Price.
David Price est un boxeur britannique né le 6 juillet 1983 à Liverpool.

## Carrière
Médaillé d'or aux Jeux du Commonwealth de 2006, il remporte la médaille de bronze aux Jeux olympiques 2008 à Pékin dans la catégorie des poids super-lourds après avoir perdu contre l'italien Roberto Cammarelle (champion olympique ensuite) en demi-finales. 
Le 28 mars 2009, il entame une carrière professionnelle, gagnant ses 15 premiers combats. En 2013, il fait face au vétéran américain Tony Thompson. À 41 ans et avec un surpoids visible, Thompson qui a livré peu de combats ces dernières années et sort d'une défaite contre Wladimir Klitschko, est donné perdant à 7 contre 1 contre Price, 12 ans plus jeune et invaincu. Pourtant, Price est battu par KO en 2 rounds. La revanche 5 mois plus tard est plus équilibrée, Price envoyant Thompson à terre, mais il est finalement battu une nouvelle fois, et ces deux défaites contre un adversaire vieillissant mettent un coup d'arrêt à sa carrière.
Après 4 nouvelles victoires de rang, il est opposé à Erkan Teper pour le titre de champion d'Europe EBU le 17 juillet 2015 mais perd par KO technique en 2 rounds. Il remporte deux victoires expéditives par KO technique en 2 rounds en 2016 puis est opposé au champion d’Europe WBO Christian Hammer le 4 février 2017. À la fin du 5e round, un uppercut rapide de Price envoie Hammer à terre. Ce dernier éprouve pourtant Price dans la 6e reprise (ce dernier étant peu habitué aux longs combats, n'ayant dépassé le 6e round qu'une fois dans sa carrière). Dans le 7e round, Price, dans les cordes, encaisse beaucoup de coups sans répliquer. L'arbitre arrête le combat et il connaît sa 4e défaite. Il est également battu le 31 mars 2018 par KO au 5e round face à Alexander Povetkin.